# Gertraud Heuß-Giehrl
Gertraud E. Heuß-Giehrl (* 2. Dezember 1931 in Memmingen; † 9. Dezember 2012) war eine deutsche Erziehungswissenschaftlerin.
Sie promovierte 1970 und war ab 1973 Professorin für Grundschuldidaktik an der Universität München.